# SpaceX Crew-9
SpaceX Crew-9 é o nono voo operacional do Programa de Tripulações Comerciais e o 15º voo tripulado da Crew Dragon. O lançamento ocorreu no dia 28 de setembro de 2024.
A Crew-9 transporta dois astronautas para a Estação Espacial Internacional (ISS). Os outros dois assentos estão vazios para garantir o retorno dos tripulantes da Boeing Crew Flight Test.

## Tripulação
A tripulação, originalmente composta por Zena Cardman, Nick Hague, Stephanie Wilson e o russo Alexandr Gorbunov, foi reduzida para apenas Hague e Gorbunov devido à situação da Boe-CFT.
| Posição                  | Decolagem         |
| ------------------------ | ----------------- |
| Comandante               | Nick Hague        |
| Piloto                   | Alexandr Gorbunov |
| Especialista de missão 1 |                   |
| Especialista de missão 2 |                   |

| Posição                  | Tripulante        | Decolou na | Tempo no espaço  |
| ------------------------ | ----------------- | ---------- | ---------------- |
| Comandante               | Nick Hague        | Crew-9     | 171d 04h 39m 46s |
| Piloto                   | Alexandr Gorbunov | Crew-9     | 171d 04h 39m 46s |
| Especialista de missão 1 | Barry Wilmore     | Boe-CFT    | 286d 07h 04m 52s |
| Especialista de missão 2 | Sunita Williams   | Boe-CFT    | 286d 07h 04m 52s |

## Missão
A Crew-9 foi lançada no dia 28 de setembro de 2024.

## Pouso
A missão terminará com uma amerissagem no Oceano Pacífico, algo inédito para a Crew Dragon. Embora as missões Dragon 1 já tivessem pousado no Pacífico, a SpaceX e a NASA transferiram as operações de recuperação para a Costa Leste em 2019. A mudança permitiu que astronautas e cargas críticas retornassem ao Centro Espacial Kennedy mais rapidamente após a amerissagem, e a SpaceX abriu uma instalação na Flórida para receber as cápsulas após o voo e prepará-las para a próxima missão. No entanto, a mudança teve uma consequência imprevista: o módulo traseiro da nave teve que ser descartado antes da reentrada e, embora a equipe esperasse que ele queimasse, a SpaceX tomou conhecimento de pelo menos quatro casos de detritos do tronco encontrados em terra. A mudança de volta para as aterrissagens no Oceano Pacífico significa que a parte traseira pode permanecer presa por mais tempo e ser direcionada para uma área remota do oceano (apelidada de cemitério de naves espaciais), onde é improvável que qualquer detrito que sobreviva à reentrada cause danos.